# Cena Saturn
Cena Saturn (anglicky Saturn Award) je každoročně udělované ocenění, které je určeno především pro filmová a televizní díla a videozáznamy ze žánrů science fiction, fantasy a horor. Cena Saturn je udělována v různých kategoriích americkou neziskovou organizací Akademií sci-fi, fantasy a hororových filmů (Academy of Science Fiction, Fantasy and Horror Films).
První ročník udělování cen, které zřídil Donald A. Reed, se konal v roce 1972. Původně se ocenění jmenovalo Golden Scroll. V roce 1973 bylo přejmenováno na Saturn Award.
Dne 13. září 2019 se ceremoniál poprvé uskutečnil v hollywoodském historickém nočním klubu Avalon, jako 45. ročník v pořadí.

## Kategorie

### Speciální ocenění
- The George Pal Memorial Award
- The Life Career Award
- The President's Memorial Award
- Special Recognition Award

### Filmová ocenění
- Nejlepší sci-fi film
- Nejlepší fantasy film
- Nejlepší horor
- Nejlepší filmový thriller
- Nejlepší akční nebo dobrodružný film (dříve nesla kategorie název „Nejlepší akční/dobrodružný/thrillerový film“)
- Nejlepší animovaný film
- Nejlepší film podle komiksové předlohy
- Nejlepší mezinárodní film
- Nejlepší nezávislý film
- Nejlepší režisér
- Nejlepší herec
- Nejlepší herečka
- Nejlepší herec ve vedlejší roli
- Nejlepší herečka ve vedlejší roli
- Nejlepší výkon mladého herce
- Nejlepší scénář
- Nejlepší hudba
- Nejlepší masky
- Nejlepší kostýmy
- Nejlepší speciální efekty
- Nejlepší výprava
- Nejlepší střih

V roce 1980 byla také udělena cena v kategorii Nejlepší zahraniční film a v letech 1980–1982 ceny v kategorii Nejlepší nízkorozpočtový film.

### Televizní ocenění
- Nejlepší televizní seriál vysílaný na běžné stanici
- Nejlepší televizní seriál vysílaný syndikovaně nebo na kabelové stanici
- Nejlepší televizní seriál s omezeným vysíláním (dříve nesla kategorie název „Nejlepší televizní dílo“)
- Nejlepší superhrdinský televizní seriál
- Nejlepší televizní seriál pro mladé diváky
- Nejlepší televizní herec
- Nejlepší televizní herečka
- Nejlepší televizní herec ve vedlejší roli
- Nejlepší televizní herečka ve vedlejší roli
- Nejlepší hostující herec v televizi
- Nejlepší výkon mladého herce v televizním seriálu

### Ocenění pro videozáznamy
- Nejlepší vydání na DVD nebo Blu-rayi
- Nejlepší speciální edice na DVD nebo Blu-rayi
- Nejlepší soubor na DVD nebo Blu-rayi
- Nejlepší vydání televizního pořadu na DVD
- Nejlepší klasický film na DVD
- Nejlepší vydání retro televizního seriálu na DVD

## Ceremoniály
| Ročník | Datum             | Moderátor                 | Místo konání                                         |
| ------ | ----------------- | ------------------------- | ---------------------------------------------------- |
| 1.     | 18. května 1973   |                           | Kalifornie                                           |
| 2.     | 7. ledna 1975     |                           | Kalifornie                                           |
| 3.     | 31. ledna 1976    |                           | Kalifornie                                           |
| 4.     | 15. ledna 1977    |                           | Kalifornie                                           |
| 5.     | 14. ledna 1978    |                           | Kalifornie                                           |
| 6.     | 24. února 1979    |                           | Kalifornie                                           |
| 7.     | 26. června 1980   |                           | Kalifornie                                           |
| 8.     | červenec 1981     |                           | Kalifornie                                           |
| 9.     | 27. července 1982 |                           | Kalifornie                                           |
| 10.    | 30. července 1983 |                           | Kalifornie                                           |
| 11.    | 24. března 1984   |                           | Kalifornie                                           |
| 12.    | 9. června 1985    |                           | Kalifornie                                           |
| 13.    | 28. května 1986   |                           | Kalifornie                                           |
| 14.    | 17. května 1987   |                           | Kalifornie                                           |
| 15.    | 23. srpna 1988    |                           | Kalifornie                                           |
| 16.    | 21. ledna 1990    |                           | Kalifornie                                           |
| 17.    | 26. června 1991   |                           | Kalifornie                                           |
| 18.    | 13. března 1992   |                           | Kalifornie                                           |
| 19.    | 8. června 1993    |                           | Kalifornie                                           |
| 20.    | 20. října 1994    |                           | Kalifornie                                           |
| 21.    | 26. června 1995   |                           | Kalifornie                                           |
| 22.    | 25. června 1996   |                           | Kalifornie                                           |
| 23.    | 23. července 1997 |                           | Kalifornie                                           |
| 24.    | 10. června 1998   |                           | Kalifornie                                           |
| 25.    | 9. června 1999    |                           | Kalifornie                                           |
| 26.    | 6. června 2000    |                           | Kalifornie                                           |
| 27.    | 12. června 2001   |                           | Kalifornie                                           |
| 28.    | 10. června 2002   |                           | Kalifornie                                           |
| 29.    | 18. května 2003   |                           | Renaissance Hollywood Hotel, Los Angeles, Kalifornie |
| 30.    | 5. května 2004    |                           | Universal Sheraton Hotel, Los Angeles, Kalifornie    |
| 31.    | 3. května 2005    |                           | Universal City Hilton Hotel, Los Angeles, Kalifornie |
| 32.    | 2. května 2006    |                           | Universal City Hilton Hotel, Los Angeles, Kalifornie |
| 33.    | 10. května 2007   | Greg Gunberg Jeffrey Ross | Universal City Hilton Hotel, Los Angeles, Kalifornie |
| 34.    | 24. června 2008   |                           | Universal City Hilton Hotel, Los Angeles, Kalifornie |
| 35.    | 25. června 2009   |                           | Burbank, Kalifornie                                  |
| 36.    | 24. června 2010   |                           | Burbank, Kalifornie                                  |
| 37.    | 23. června 2011   |                           | Burbank, Kalifornie                                  |
| 38.    | 26. června 2012   |                           | Burbank, Kalifornie                                  |
| 39.    | 26. června 2013   | Wayne Brady               | Burbank, Kalifornie                                  |
| 40.    | 26. června 2014   |                           | Burbank, Kalifornie                                  |
| 41.    | 25. června 2015   |                           | Burbank, Kalifornie                                  |
| 42.    | 22. června 2016   | John Barrowman            | Burbank, Kalifornie                                  |